# Tijmen Reyenga
Tijmen Reyenga, född den 10 oktober 1999 i 's-Hertogenbosch, är en nederländsk landhockeyspelare.

## Karriär
Tijmen Reyenga ingick i Nederländernas landhockeylag som tog guld vid OS 2024.